# Campeonato Europeo de Vóley Playa de 2021
El XXIX Campeonato Europeo de Vóley Playa se celebró en Viena (Austria) entre el 11 y el 15 de agosto de 2021 bajo la organización de la Confederación Europea de Voleibol (CEV) y la Federación Austríaca de Voleibol.
Las competiciones se realizaron en unas pistas construidas temporalmente en la Isla del Danubio.

## Calendario
| FP | Fase preliminar | 1/16 | Dieciseisavos de final | 1/8 | Octavos de final | 1/4 | Cuartos de final | 1/2 | Semifinales | F | Finales |

| Agosto de 2021   | 11 Mié | 12 Jue | 13 Vie     | 14 Sáb  | 15 Dom  |
| ---------------- | ------ | ------ | ---------- | ------- | ------- |
| Torneo masculino | —      | FP     | 1/16 y 1/8 | 1/4     | 1/2 y F |
| Torneo femenino  | FP     | 1/16   | 1/8 y 1/4  | 1/2 y F | —       |

## Medallistas
| Evento            | Oro                                    | Plata                                            | Bronce                                  |
| ----------------- | -------------------------------------- | ------------------------------------------------ | --------------------------------------- |
| Masculino (15.08) | Anders Mol · Christian Sørum · Noruega | Stefan Boermans · Yorick de Groot · Países Bajos | Piotr Kantor · Bartosz Łosiak · Polonia |
| Femenino (14.08)  | Nina Betschart · Tanja Hüberli · Suiza | Katja Stam · Raïsa Schoon · Países Bajos         | Karla Borger · Julia Sude · Alemania    |

## Medallero
| Núm. | País         | Oro | Plata | Bronce | Total |
| ---- | ------------ | --- | ----- | ------ | ----- |
| 1    | Noruega      | 1   | 0     | 0      | 1     |
| 1    | Suiza        | 1   | 0     | 0      | 1     |
| 3    | Países Bajos | 0   | 2     | 0      | 2     |
| 4    | Alemania     | 0   | 0     | 1      | 1     |
| 4    | Polonia      | 0   | 0     | 1      | 1     |
|      | TOTAL        | 2   | 2     | 2      | 6     |